# Norrköpings synagoga
Norrköpings synagoga (hebreiska: בית הכנסת בנורשפינג) är Norrköpings judiska församlings synagoga. Synagogan, belägen i hörnet Bråddgatan 32 och Tunnbindaregatan 35, byggdes 1855–1858 efter arkitekterna Edvard Medén och Carl Ståls ritningar av den Mosaiska församlingen i Norrköping. Den arkitektoniska stilen kallas nyklassicism.
Invigningen förrättades den 15 oktober 1858. Redan 1796 invigdes den första synagogan i staden, bekostad av handelsmannen Jacob Marcus, som upplät ett hus på sin gård för ändamålet. Tiden före hölls de religiösa förrättningarna i privata hem i staden. Den äldre synagogan låg i ett hus vid Nya Rådstugugatan, rivet 1917.

## Judiska församlingen

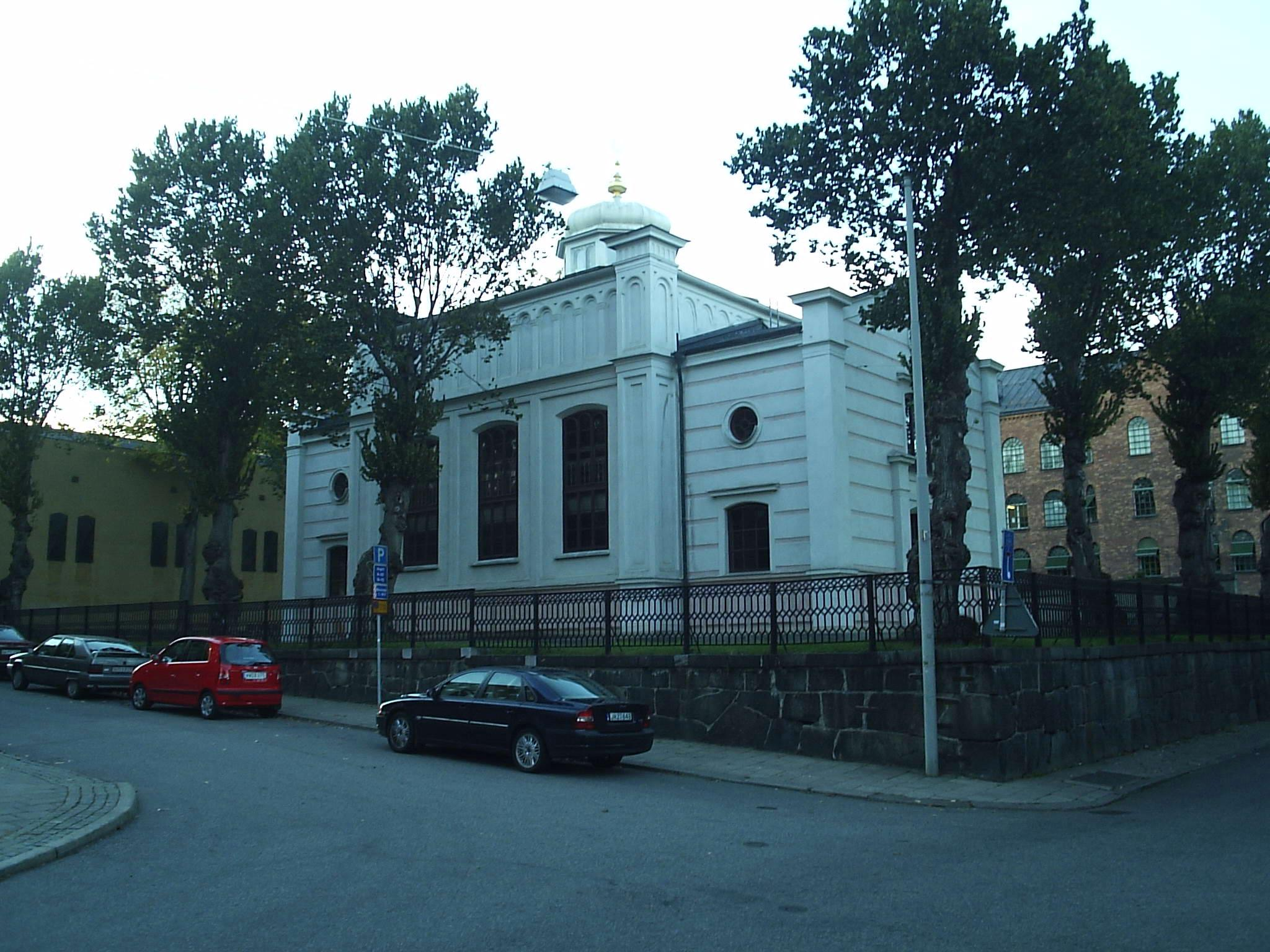
Norrköpings synagoga, sedd från korsningen Bråddgatan och Tunnbindaregatan.

Enligt judereglementet från 1782 var Norrköping tillsammans med Stockholm och Göteborg (år 1785 tillkom även Karlskrona) en av de tre städer där judar gavs rätt att bedriva handel och bosätta sig:
"Uti följande trenne til Judarnes etablering privilegierade Städer, nemligen uti Stockholm, Götheborg och Norrköping, blifwer dem tillåtit, at idka all loflig handel, så i gross som i minut, den senare dock ej annorlunda, än uti öpna bodar, men icke genom kringlöpande i husen och på gatorne."
År 1779 anlände en jude vid namn Jacob Marcus till Sverige och bosatte sig i Norrköping, där han hos myndigheterna fick tillstånd att driva handel som "skyddsjude". Under sina vandringar kom han i kontakt med landshövdingen friherre Axel Löwen, som julaftonen 1790 skänkte Marcus en fastighet i Norrköping.
Enligt gåvobrevet erhöll Marcus 2 000 riksdaler för att köpa den så kallade Westerbergska gården i Norrköping, vilken sedan aldrig fick bebos av andra än judar. Då greve Löwen lär ha hyst förhoppning om att judarna med tiden skulle kunna omvändas till kristendomen, lät han även i gåvobrevet förorda att en koppartavla skulle sättas upp i den största salen inom fastigheten med 35 ingraverade bibelspråk ur Gamla testamentet, vilka enligt hans mening hänsyftade på Kristus.
Under 1800-talet växte den judiska församlingen i Norrköping ur den första synagogan vid nuvarande Nya Rådstugugatan. Därför byggdes den nya synagogan som rymde 300 personer.
Idag har den judiska minoriteten i Norrköping minskat till den grad att Norrköpings mosaiska församling upphört att existera, dock används synagogan kontinuerligt och man har en föreståndare för dess verksamhet. Idag finns officiella judiska församlingar endast i Stockholm, Göteborg och Malmö. Detta till trots kvarstår de forna mosaiska församlingsbornas bidrag till Norrköpings ekonomiska tillväxt och utsmyckning. Ett exempel är konsul, tillika ordförande i stadsfullmäktige, John Philipsons donation, som 1893 möjliggjorde skapandet av Folkparken, ett stort parkområde invigt 1895 och beläget i centrala Norrköping. Han stod också bakom omvandlingen av Carl Johans torg till Carl Johans park 1887.
I takt med att judarna assimilerades minskade aktiviteten i församlingen. Det blev till slut inte möjligt att få ihop det antal män som krävdes för att hålla gudstjänst och under 1980-talet låg verksamheten nere. Genom en insamling från släkten Philipson och medel från länsstyrelsen kunde synagogan renoveras och återinvigdes i mars 1995. Synagogan har inte någon regelbunden verksamhet men det händer att man har konserter där. Torahrullarna förvaras på Judiska museet i Stockholm.
Synagogan är byggnadsminne sedan den 2 oktober 1978.

## Judiska begravningsplatsen

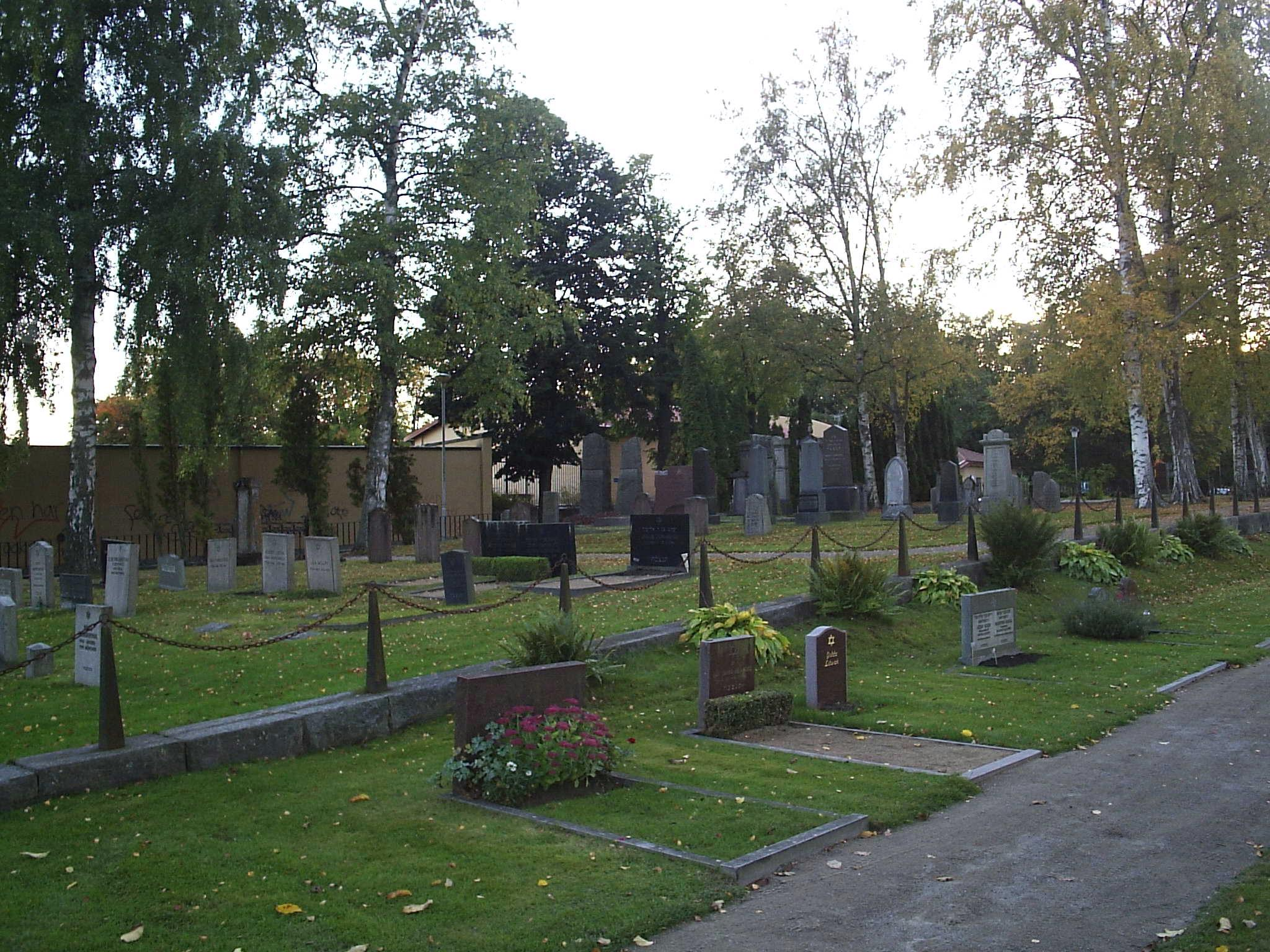
Judiska begravningsplatsen i Norrköping, bild 1.

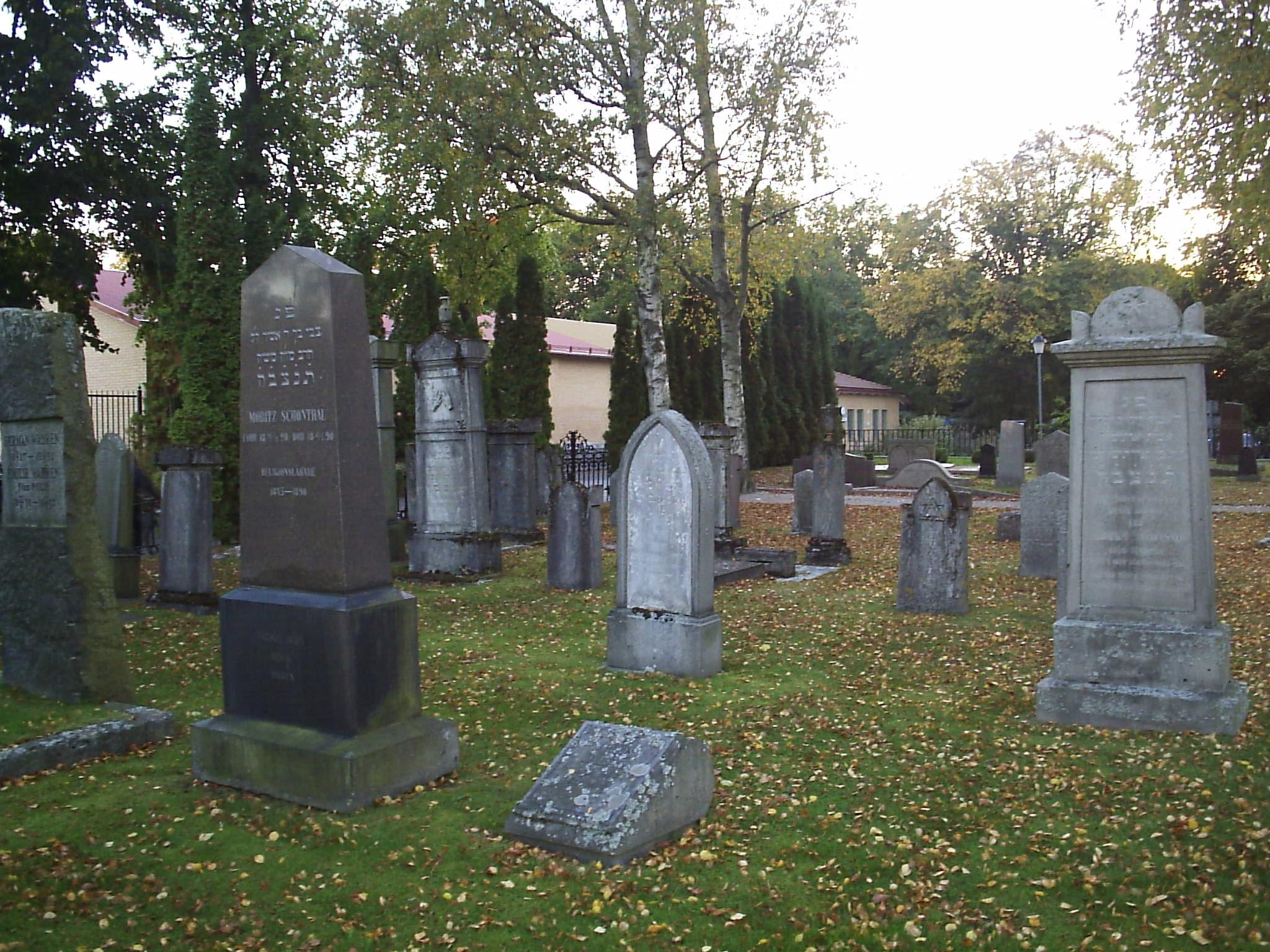
Judiska begravningsplatsen i Norrköping, bild 2.

Den mosaiska eller judiska begravningsplatsen i Norrköping ligger i sydvästra hörnet av Matteus kyrkogård, invid Matteuskyrkan.
Redan 1782 fick Norrköpings judar tillåtelse att anordna en begravningsplats på vad som då kallades Dragsgärdet. Den äldsta bevarade gravvården är vården över David Davidson från 1803. Rimligtvis har medlemmar av församlingen begravts innan dess och i bevarad statistik över församlingen har tre personer dött 1797. 
Bland annat släkterna Baruch, Eliasson, Fihlén, Fingerhut, Fürst, Isaac, Jacobsson, Jeremias, Joseph, Lewin, Marcus, Nathanson, Philip, Philipson, Rothenberg, Salemonson, Schlesinger, Schöntal, Wahren och Wulff finns representerade på gravstenarna. Enligt judisk tradition ska begravningsplatsen ligga i ett slutet område och avskild från bebyggelse och därmed ej vid synagogan. Till skillnad mot lutherska gravgårdar är gravplatserna permanenta och kan ej tas upp på nytt, lika lite tillåts kremering.
Den kristna begravningsplatsen bredvid, Matteus kyrkogård, invigdes först den 13 juni 1811.